# Luxgen U6
Luxgen U6 — компактный кроссовер тайваньской автомобильной марки Luxgen.

## Описание
Автомобиль Luxgen U6 базируется на платформе Luxgen S5. По сути, это первый компактный кроссовер компании Luxgen. В иерархии автомобиль расположен ниже Luxgen U7.
В 2014 году была внедрена новая технология Eco Hyper. За всю историю производства автомобиль оснащается двигателями внутреннего сгорания с турбонаддувом объёмом 1,8—2 литра, мощностью 171—191 л. с. и крутящим моментом 266—275 Н∙м.
Ранее на Тайване автомобиль назывался Luxgen U6 Turbo Eco Hyper. В ноябре 2017 года автомобиль прошёл рестайлинг. В Россию официально не поставляется.

## Галерея

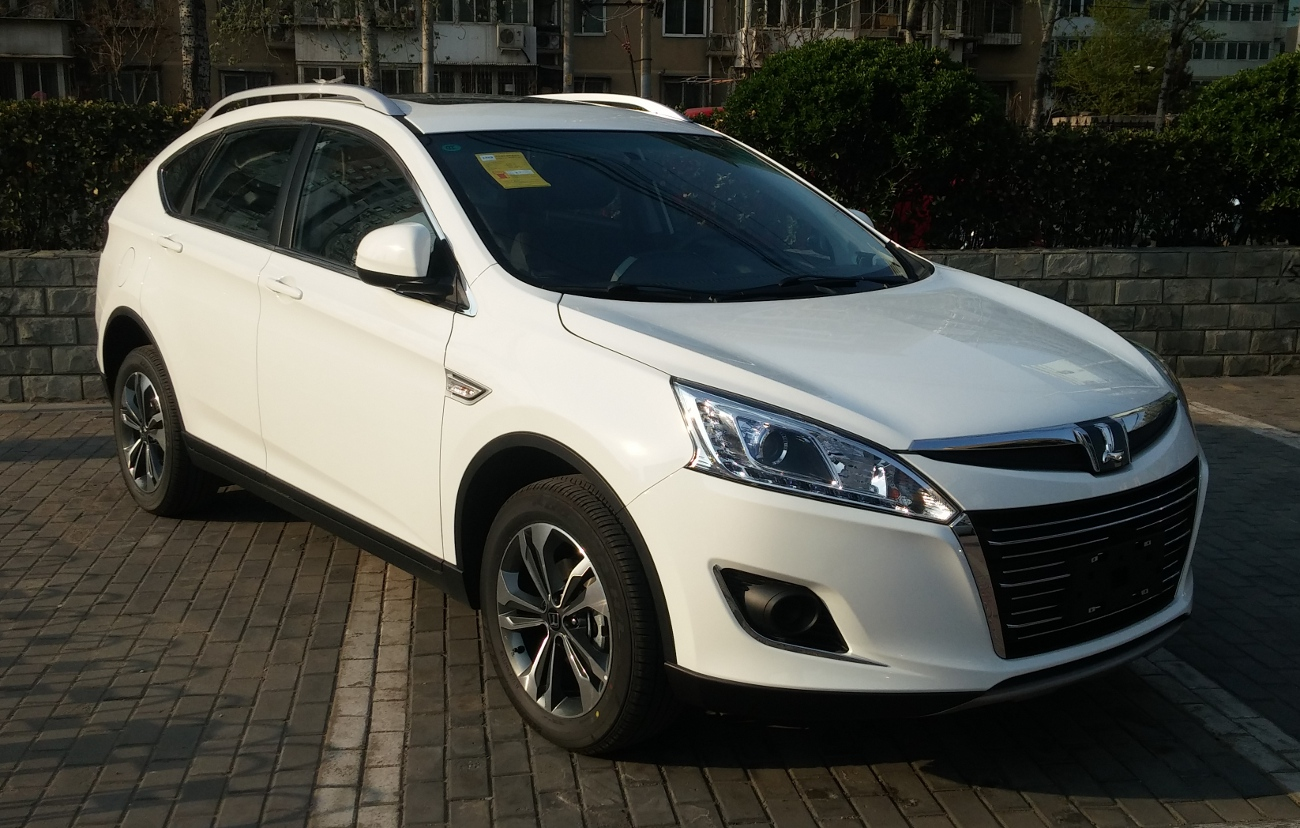
Вид спереди
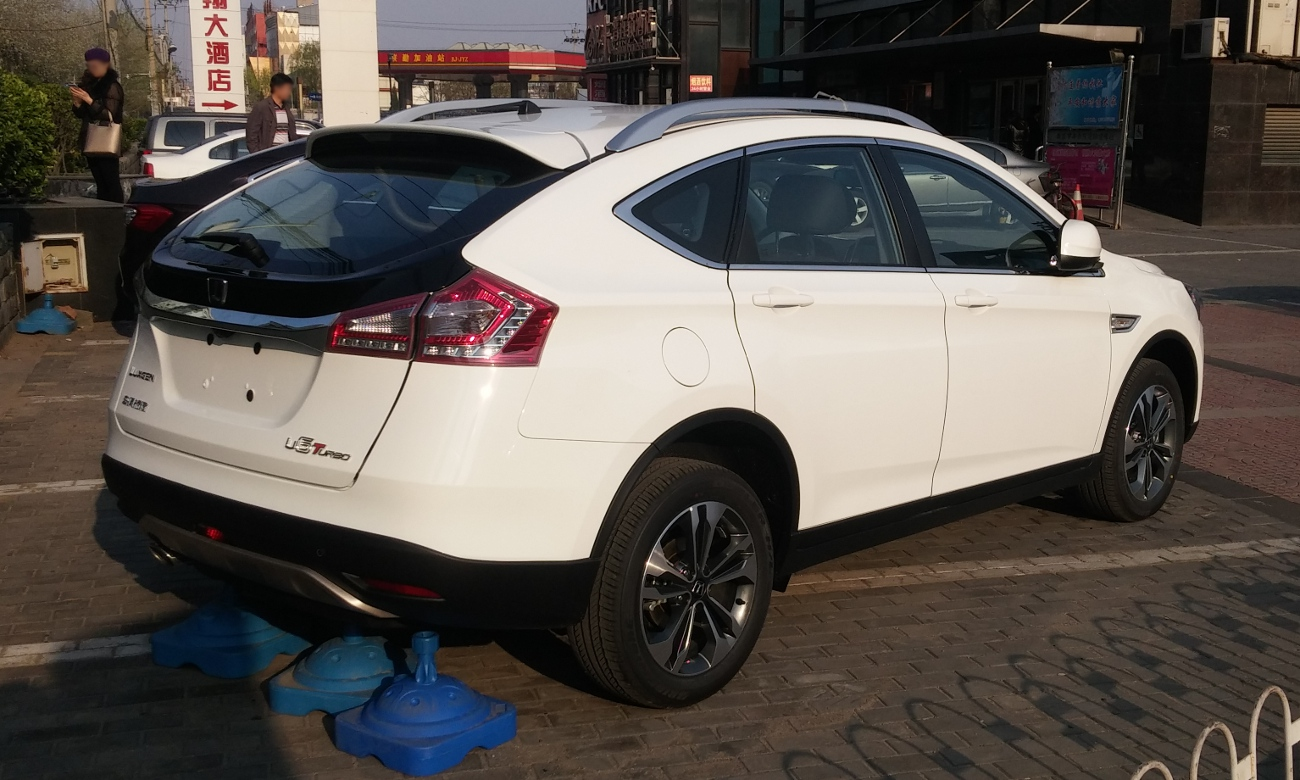
Вид сзади
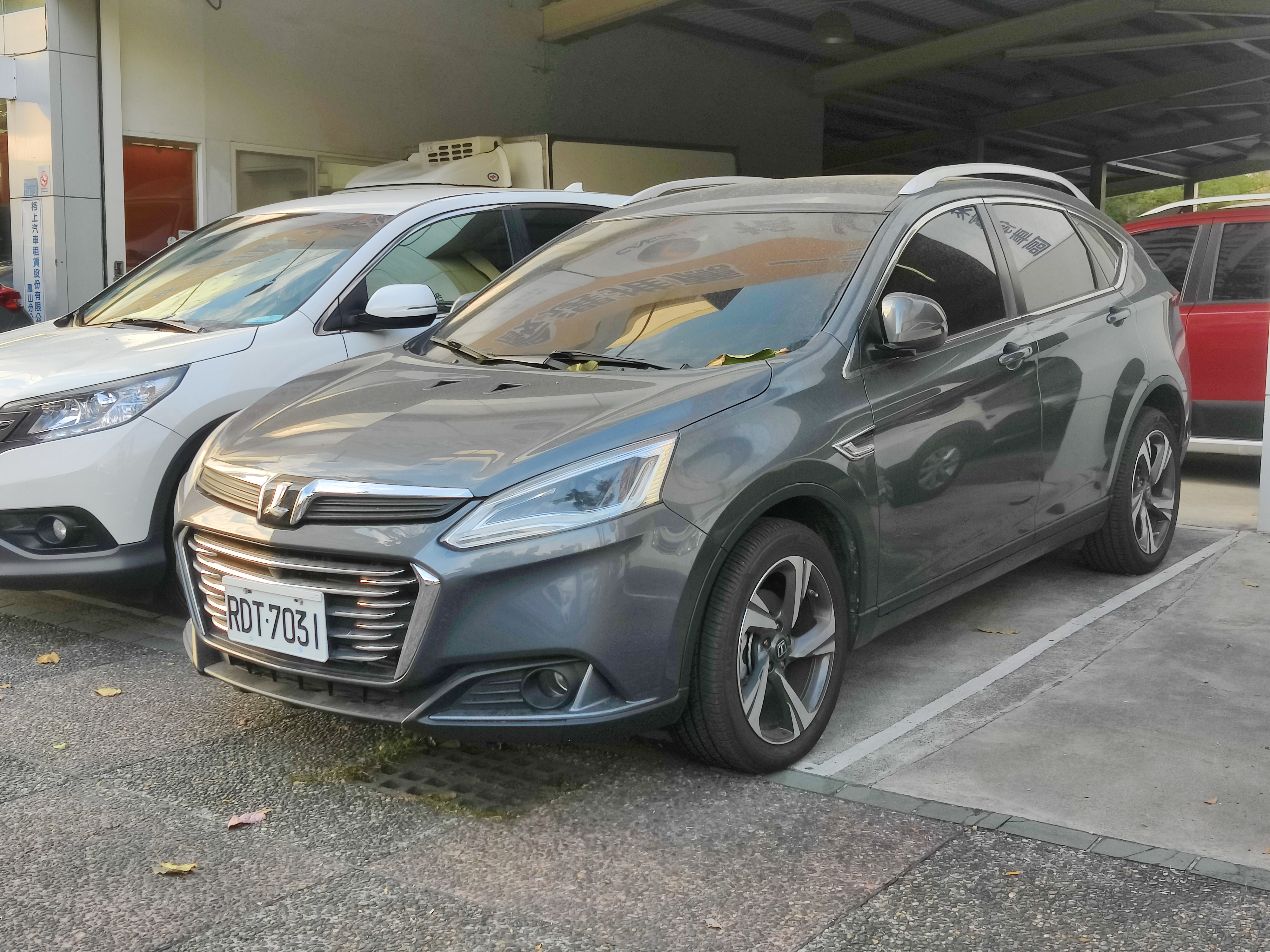
Luxgen U6 GT
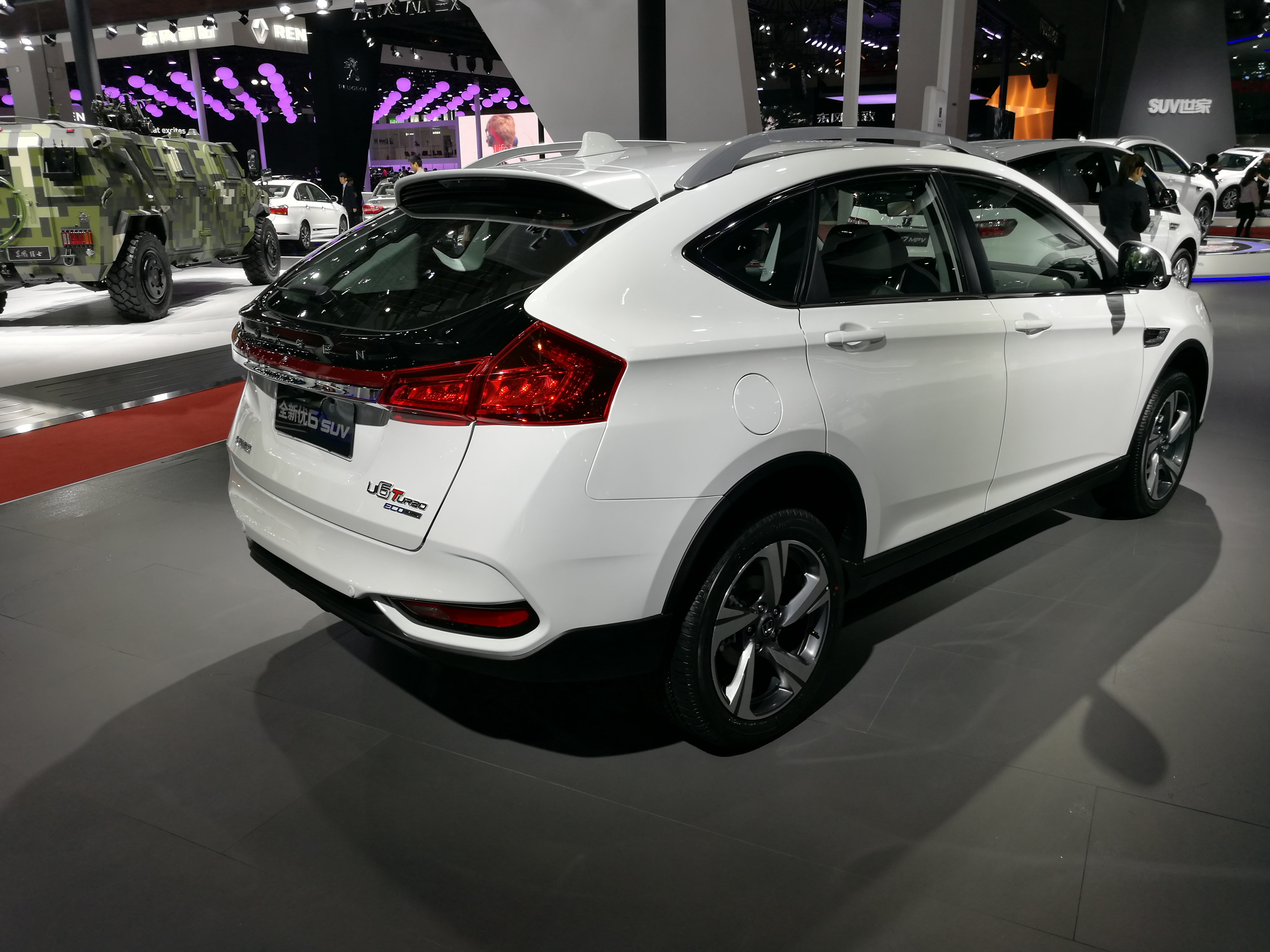
Luxgen U6 GT
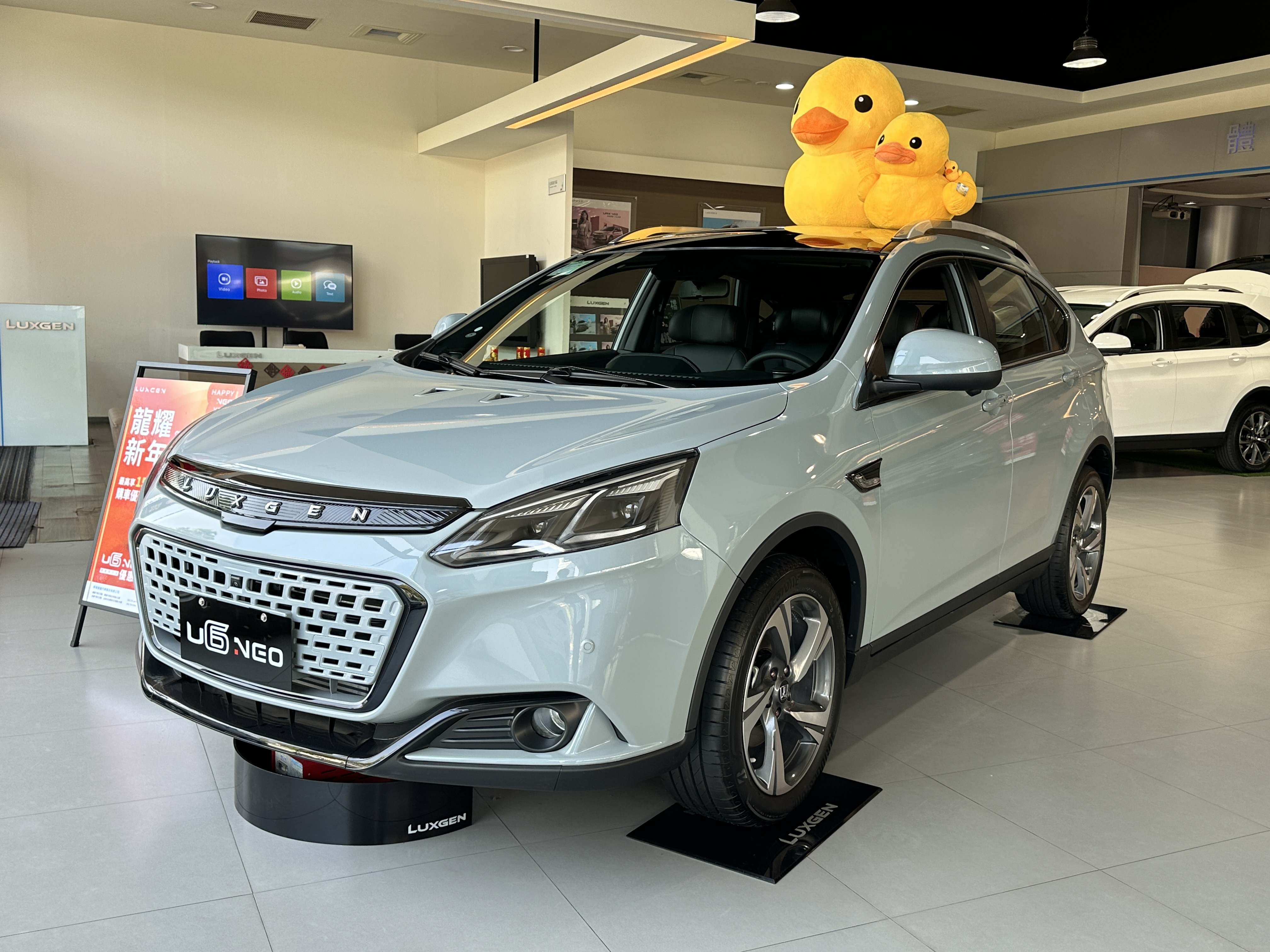
Luxgen U6 Neo 2023
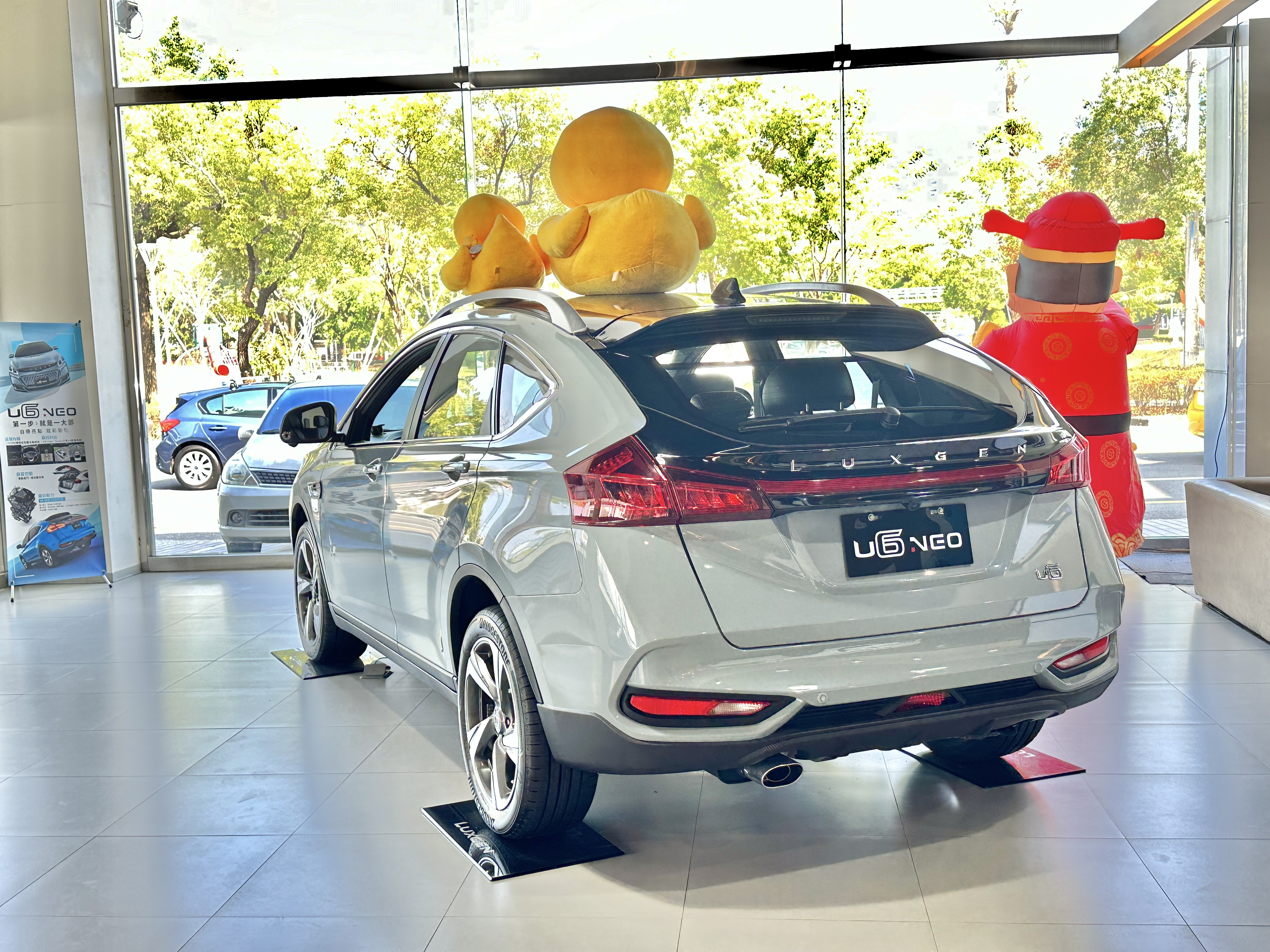
Luxgen U6 Neo 2023